# Smithsonian Astrophysical Observatory Star Catalog
Smithsonian Astrophysical Observatory Star Catalog (SAO Star Catalog) – katalog astronomiczny opublikowany przez Smithsonian Astrophysical Observatory w 1966 roku, zawierający dane 258 997 gwiazd. Katalog obejmuje niemal wszystkie gwiazdy ziemskiego nieba do wielkości gwiazdowej 9m, wybrane gwiazdy z przedziału 9–10m, a także 4503 wybrane gwiazdy słabsze niż 10m.
Katalog zawiera dane zebrane z różnych wcześniej wydanych katalogów. Nazwy gwiazd w katalogu składają się ze skrótu SAO oraz numeru porządkowego, np. Wega ma oznaczenie SAO 67174. W oryginalnym katalogu współrzędne astronomiczne podane były dla epoki B1950.0. Oprócz informacji o położeniu gwiazd katalog SAO zawiera informacje o ich ruchach własnych, wielkościach gwiazdowych oraz typach spektralnych.
W późniejszych wydaniach katalogu w wersji elektronicznej dodano współrzędne w radianach, uwzględniono wiele różnych poprawek błędów, dodano także pozycje i ruchy własne gwiazd dla epoki J2000.0.